# Juan Ramón Núñez
Juan Ramón Núñez Valenzuela (Rancagua, 18 de octubre de 1943) es un político chileno, militante de la DC. Actualmente es concejal de Rancagua, anteriormente se desempeñó como diputado por San Fernando y fue intendente de la Región de O'Higgins.

## Biografía
Realizó sus estudios secundarios en el Liceo Nocturno de Rancagua. Luego de finalizar su etapa escolar, ingresó a la Universidad de Chile, donde cursó sólo primer año de Derecho.
Trabajó desde los 18 en diferentes actividades comerciales, partiendo como auxiliar de la farmacia "O'Higgins" en Rancagua. Con el tiempo se desempeñó como Promotor de Cooperativas de agua potable rural entre las regiones IV y VIII y se empleó en una oficina de saneamiento rural. Para 1970, obtuvo un puesto como funcionario del INDAP, siendo exonerado en 1973. Posteriormente, se fue a trabajar como obrero a la fundición Caletones "El Teniente" de Codelco (1973-1975).
En 1976 fue empleado del servicio de máquinas "Servimaq" en Rancagua y en la Sociedad Comercial "Popayan" (1983-1986). Antes del retorno de la democracia, fue empleado del Conservador de Bienes Raíces de Rancagua (1986-1990).

## Vida política
Al tiempo que trabajaba en el mundo privado, inició sus actividades políticas en 1961, ingresando al Partido Demócrata Cristiano. Desempeñó cargos de Presidente comuna y provincial de la Juventud DC, Consejero Nacional, Vicepresidente provincial en O'Higgins (1967-1970). En 1982 obtuvo el puesto de Secretario del Frente de Trabajadores democratacristianos en Rancagua. Luego, en octubre de 1984 participó en la campaña del "No" en el puesto de Presidente provincial. Más tarde, en 1989 alcanzó la Presidencia provincial de la Concertación de Partidos por la Democracia de Cachapoal, cargo al que renunció para poder cumplir como Intendente en la Región de O'Higgins (1990-1994).
Diputado por el Distrito 34, correspondiente a las comunas de San Fernando, Las Cabras, Chimbarongo, Peumo, Pichidegua y San Vicente (1998-2002), siendo parte de las comisiones permanentes de Agricultura, Silvicultura y Pesca y de Economía, Ciencia y Tecnología.
Colaboró como ayudante del Sociólogo y Profesor universitario, Claudio Orrego Vicuña, en la investigación sobre reformas a la Constitución de 1925 para el libro "Igualdad y Libertad en la Historia de Chile".
Candidato a Diputado por Rancagua (Distrito 32) en las elecciones de 2001, logrando 10.762 votos (12,41%) no logrando obtener el escaño, elección en la cual ganó su compañero de lista, Esteban Valenzuela van Treek (PPD).
En el gobierno de Michelle Bachelet fue primero asesor del Ministerio de Relaciones Exteriores y luego Intendente de la Región de O'Higgins, reemplazando a Francisco Huenchullán, quien salió a raíz de una acusación de intervencionismo electoral. Cargo que ocupó hasta el cambio de mando de 2010, cuando ingresa el gobierno de Sebastián Piñera.
En las elecciones municipales de 2012 se presentó como candidato a Concejal, siendo electo, con 1.854 votos (2,63%), cargo que asumió el 6 de diciembre de 2012.

## Historial electoral

### Elecciones parlamentarias de 1997
- Elecciones parlamentarias de 1997 a Diputado por el distrito 34 (San Fernando, Chimbarongo, Las Cabras, Peumo, Pichidegua, San Vicente de Tagua Tagua).[2]

### Elecciones parlamentarias de 2001
- Elecciones parlamentarias de 2001 a Diputado por el distrito 32 (Rancagua)[3]

### Elecciones municipales de 2012
- Elecciones municipales de 2012 a Concejales por Rancagua[4]